# Kanton Lamure-sur-Azergues
Der Kanton Lamure-sur-Azergues war von 1790 bis 2015 ein französischer Wahlkreis im Arrondissement Villefranche-sur-Saône und im Département Rhône der Region Rhône-Alpes. Sein Hauptort war Lamure-sur-Azergues. Die landesweiten Änderungen in der Zusammensetzung der Kantone führten im März 2015 zu seiner Auflösung.

## Gemeinden
Der Kanton umfasste zehn Gemeinden:
| Gemeinde                | Einwohner Jahr | Fläche km² | Bevölkerungsdichte | Code INSEE | Postleitzahl |
| ----------------------- | -------------- | ---------- | ------------------ | ---------- | ------------ |
| Chambost-Allières       | 794 (2013)     | 14,14      | 56 Einw./km²       | 69037      | 69870        |
| Chénelette              | 322 (2013)     | 11,02      | 29 Einw./km²       | 69054      | 69430        |
| Claveisolles            | 649 (2013)     | 28,33      | 23 Einw./km²       | 69060      | 69870        |
| Grandris                | 1.138 (2013)   | 14,21      | 80 Einw./km²       | 69093      | 69870        |
| Lamure-sur-Azergues     | 1.040 (2013)   | 15,61      | 67 Einw./km²       | 69107      | 69870        |
| Poule-les-Écharmeaux    | 1.102 (2013)   | 31,23      | 35 Einw./km²       | 69160      | 69870        |
| Ranchal                 | 309 (2013)     | 15,14      | 20 Einw./km²       | 69164      | 69470        |
| Saint-Bonnet-le-Troncy  | 301 (2013)     | 15,65      | 19 Einw./km²       | 69183      | 69870        |
| Saint-Nizier-d’Azergues | 735 (2013)     | 24,23      | 30 Einw./km²       | 69229      | 69870        |
| Thel                    | 326 (2013)     | 10,27      | 32 Einw./km²       | 69247      | 69470        |